# ویوهالکو
ویوهالکو (به یونانی: Βιοχάλκο) شرکت استخراج معادن و تولید فلزات یونانی است، که در سال ۱۹۳۷ تأسیس شد.
شرکت ویوهالکو از ۱۰ شرکت تابعه و زیرمجموعه تشکیل شده است، که در زمینه تولید و تجارت آهن، فولاد و آلومینیم فعالیت می‌نمایند. مدیرعامل این شرکت نیکوس استاسینوپولوس بوده، که یکی از ثروتمندترین افراد یونان، به‌شمار می‌آید.
ویوهالکو دارای عملیات در کشورهای رومانی، بلغارستان، انگلستان، صربستان، روسیه و کشورهای حوزه بالکان می‌باشد. دفتر مرکزی این شرکت در شهر آتن، یونان قرار دارد و بخشی از سهام آن در بازار بورس آتن معامله می‌شود.